# نيكولا بافاريني
نيكولا بافاريني (بالإيطالية: Nicola Pavarini)‏ (مواليد 24 فبراير 1974 في بريشا - إيطاليا) لاعب كرة قدم إيطالي يلعب حاليا لصالح نادي الدرجة الأولى بارما الإيطالي منذ 2007 في مركز حارس مرمى .

## روابط خارجية
- نيكولا بافاريني على موقع الاتحاد الأوربي (الإنجليزية)
- نيكولا بافاريني على موقع قاعدة بيانات كرة القدم.إي يو (الإنجليزية)
- نيكولا بافاريني على موقع Soccerway.com (الإنجليزية)
- نيكولا بافاريني على موقع عالم كرة القدم.نت (الإنجليزية)
- نيكولا بافاريني على موقع كووورة
- نيكولا بافاريني على موقع AS.com (الإسبانية)